# Gnathodolus bidens
Gnathodolus bidens is een straalvinnige vissensoort uit de familie van de kopstaanders (Anostomidae). De wetenschappelijke naam van de soort is voor het eerst geldig gepubliceerd in 1927 door Myers.
Van deze enige kopstaandersoort van het geslacht Gnathodolus is niet erg veel bekend. Het is een zoetwatervis die zo'n 12 cm groot wordt. Zijn bek is wat anders en meer naar boven gericht. Ieder kaakbeen draagt een enkele lange tand in de vorm van een sikkel.
De typelocatie is in het Orinoco-bekken van Venezuela, maar de soort is later ook in het stroomgebied van de Amazone aangetroffen, zoals in de rivieren Uatumá, Jamari en Xingu. Of dit een aparte soort betreft is niet bekend. Alle exemplaren zijn verzameld bij snelstromend water en rotsige bodems, maar verdere gegevens ontbreken.